# Sigaloseps deplanchei
Sigaloseps deplanchei là một loài thằn lằn trong họ Scincidae. Loài này được Bavay mô tả khoa học đầu tiên năm 1869.